# Tipula (Nippotipula) edwardsomyia
Tipula (Nippotipula) edwardsomyia is een tweevleugelige uit de familie langpootmuggen (Tipulidae). De soort komt voor in het Oriëntaals gebied.